# Karel de Schietere de Caprijke
Karel Albert de Schietere de Caprycke (Brugge, 5 februari 1724 – 30 maart 1801), was burgemeester van Brugge in 1789-1790 en van 1793 tot 1795.

## Loopbaan
Karel de Schietere was een van de voornaamste Bruggelingen van zijn tijd. Na zeer jong bestuursfuncties te hebben vervuld in Brugge (raadslid in 1743 en schepen in 1749), was hij van 1754 tot 1766 hoogpointer van de kasselrij Kortrijk. 
Tijdens de Brabantse Omwenteling speelde hij lokaal een belangrijke rol. Op 11 december 1789 werd hij tot burgemeester van Brugge aangesteld en bleef dit tot aan de terugkeer van het Oostenrijks gezag einde 1790. 
Ook tijdens de eerste Franse inval (november 1792 - maart 1793) nam hij een gemeentelijke functie op en – ondanks zijn 68 jaar - was hij een van de notabelen die, in de ijdele hoop dat de Fransen de onafhankelijkheid brachten, rond de vrijheidsboom op de Markt "dansten als sprinkhanen". Niettemin werd hij door de vergevingsgezinde Oostenrijkers opnieuw tot burgemeester benoemd: de laatste Brugse burgemeester van het ancien régime. Hij bleef dit ook nog zeven maanden tijdens de woelige definitieve aanhechting bij de Franse Republiek (juni 1794 tot januari 1795). 
In 1797, onder het Franse bewind, werd hij de eerste voorzitter van de Burgerlijke godshuizen. 
Gedurende zijn lange loopbaan was hij onder meer voogd van het Sint-Janshospitaal (samen met burgemeester Robert Coppieters), gouverneur van de Sint-Elisabethschool en van de Berg van Barmhartigheid en voorzitter van de Brugse Kunstacademie. Hij begiftigde regelmatig kerken en kloosters met kunstwerken.

## Familie
Karel de Schietere trouwde in 1753 met de vermogende en vrome Maria Johanna de Crits (1736-1813). Ze bewoonden het herenhuis Oude Burg, nu bekend als Huis de Halleux (en ook, maar verkeerd, als Hof Lanchals) en bouwden er onder meer de sierlijke oranjerie langs de Dijver. Ze hadden vijf kinderen, aan wie ze een aanzienlijk fortuin nalieten. Een van hun zoons, priester Karel Thomas de Schietere (1762-1815), werd geprezen als groot weldoener en kreeg de naam van "den Brugschen Vincentius". Hij stichtte en bouwde op zijn kosten de Zondagsschool voor arme kinderen en kocht gebouwen voor de Zusters Maricolen in de Oude Zak.

## Wereldlijke vader van de Arme Klaren
Karel de Schietere speelde een belangrijke rol in de bescherming van de Brugse Arme Klaren en het bewaren van hun roerend patrimonium. Hij volgde Maria Cobrysse als beschermheer op in de eerste maanden van het jaar 1783. Op 7 oktober 1783 werd het klooster door keizer Jozef II afgeschaft en had de Schietere de zorg over de uitgedreven zusters. 
Het memoriaalboek van het klooster schreef over hem: Den welcken ons in die groote troubelen en aldergrootste droufheden in de welcke wij alsdan waeren, eenen waeren vader geweest is, die ons een aldergrootste liefde ende teer medelijden getoont heeft en ons geholpen heeft soo naer het geestelijck als naer het tijdelijck in de noedt in den welcken wij somtijds hebben geweest soo in raedt als in middelen die ons somtijds ontbraken en heeft ons al met sijn koutse uijt het slodt gevoert en is ons altijdt eenen oprechten vader gebleven gelijck wij tot noch toe op alle manieren sijn ondervindende (…).
De bovenstaande tekst, de laatste in het memoriaal wat betreft de vaders en moeders onder het ancien régime, dateert van 1785, op het ogenblik dat het klooster was afgeschaft, maar de zusters zo veel mogelijk samen bleven, tot aan de heroprichting op 15 december 1790. Op 23 april 1785, toen waarschijnlijk dit boek en de andere archivalia van het klooster door hem in bewaring werden genomen, schreef Karel de Schietere onder deze tekst een door hem ondertekende en met zijn zegel gewaarmerkte verklaring, waarin hij beloofde de gebeden en goede werken door de zusters voor hem gedaan te verdienen, zoo veel mogelijk, door eene aenhoudende vaderlijke zorge tot het welwezen zijner teerbeminnende dogters in den heere, dit geduerende den overigen tijd zijn s’levens. 
Hij had de zorg over de zusters tijdens de twee periodes van afschaffing van het klooster 1783-1790 en 1796-1804. Hij mocht het herstel van het klooster niet meer beleven, maar toen hij in 1801 stierf, was het zwaarste leed dan toch al geleden.